# 주영재
주영재(2002년 7월 12일 ~ )는 대한민국의 축구선수이다. 포지션은 윙어이다. 현재 K리그3 시흥시민축구단 소속으로 뛰고 있다.